# Đường dài quanh co
Đường dài quanh co (tiếng Nga: Белеет парус одинокий) là một cuốn tiểu thuyết dành cho thiếu nhi của nhà văn Valentin Katayev, ra mắt lần đầu năm 1936.

## Chuyển thể
- Đường dài quanh co (phim, 1937)
- Sóng biển Đen (phim, 1975)